# Hansa Records
A Hansa Records (röviden Hansa, más néven Hansa Musik Produktion vagy Hansa International) 
egy német lemezkiadó volt, amelyet az 1960-as években alapítottak Berlinben, az akkori Nyugat-Németországban.
1987-ben eladták a BMG-nek, 1997-ben a BMG a Hansa-t a BMG Berlin Musik GmbH-ba olvasztotta, amely a BMG összes berlini székhelyű kiadóját egyetlen vállalatba tömörítette. A Hansa 2008-ban a Sony Music Entertainment leányvállalata lett.

## Története
A Hansa-t 1962-ben Berlinben alapította Peter Meisel és Thomas Meisel,
a német ipari óriáscégek, Electrola, Polydor, 
Ariola és Teldec ellensúlyozására - amerikai mintára - független lemezcégként.
1964 novemberében jelentek meg az első kislemezek a kiadó 
slágereivel, az Ariola forgalmazásában (akkor még Güterslohban).
A Hansa kiadó 1965 májusában elérte első milliós példányszámát, amikor
1,6 millió eladott példányt adott el a Nini Rosso által készített Il Silenzio-val. Az 1970-es évek elejétől alapvetően a német slágerek jelentették a cég pénzügyi támaszát. Az 1970-es évek végén Frank Farian Boney M. és Eruption című produkciói (az Egyesült Államok kivételével) figyelemre méltó sikereket értek el világszerte.
A kiadó legsikeresebb kereskedelmi projektje a német székhelyű Boney M. volt, olyan milliós példányokban eladott kislemezekkel mint a "Rivers of Babylon", a "Brown Girl in the Ring" és a "Mary's Boy Child - Oh My Lord". 
A Hansa számára a további sikereket Dieter Bohlen produceri elkötelezettsége és a Modern Talking projekt jelentette az 1980-as évek közepén. Az évtized végén ismét Frank Farian ért el világsikert a Milli Vanillivel – majd az 1990-es évek közepén a La Bouche-al.
Miután a társalapító Peter Meisel 1984-ben elhagyta az céget, 1990 májusában visszatért a zenei üzlethez és 1999-ben Lou Bega felfedezésével és a Mambo No. 5 (A Little Bit of…) című számával újabb sikereket ért el.
Az 1980-as évek közepén Hansa Musik Produktion GmbH néven a cég még a Meisel családi vállalkozáshoz tartozott egészen addig, amíg az Ariola megvásárolta és amelyeket 1987-ben beépítettek a Bertelsmann szórakoztatóipari csoportba. 1997-ben a BMG a Hansa-t a BMG Berlin Musik GmbH-ba olvasztotta, amely a BMG összes berlini székhelyű kiadóját egyetlen vállalatba tömörítette. 2008-tól a Sony Music Entertainment nemzetközi konglomerátum részévé vált, majd 2009-ben fokozatosan kivonták a forgalomból. Ma már csak korábbi kiadásainak, újrakiadásánál használják.

## Előadók

### A következő művészek számára jelentette a Hansa karrierjük ugródeszkáját
- Thomas Anders
- Lou Bega
- Boney M.
- C. C. Catch
- Eruption
- Frank Farian
- La Bouche
- Milli Vanilli
- Modern Talking
- Giorgio Moroder
- No Mercy
- Séverine
- Amii Stewart
- The Twins

### Egyéb előadók akik a Hansánál írtak alá, illetve rögzítettek vagy kiadtak felvételeket
- The Action
- Alphaville
- Aneka
- Blue System
- Bonnie Tyler
- Chilly (együttes)
- Chris Norman
- David Bowie
- Depeche Mode
- Elton John
- Falco
- Iggy Pop
- Japan
- John Parr
- Liz Mitchell
- Real McCoy
- Münchener Freiheit
- Die Prinzen
- Siouxsie and the Banshees
- The Cure
- The Hollies
- The Sugarhill Gang
- The Troggs
- U2: Achtung Baby

## Fordítás
- Ez a szócikk részben vagy egészben  a   Hansa Records című angol Wikipédia-szócikk fordításán alapul.  Az eredeti cikk szerkesztőit annak laptörténete sorolja fel. Ez a jelzés csupán a megfogalmazás eredetét és a szerzői jogokat jelzi, nem szolgál a cikkben szereplő információk forrásmegjelöléseként.
- Ez a szócikk részben vagy egészben  a   Hansa Musik Produktion című német Wikipédia-szócikk fordításán alapul.  Az eredeti cikk szerkesztőit annak laptörténete sorolja fel. Ez a jelzés csupán a megfogalmazás eredetét és a szerzői jogokat jelzi, nem szolgál a cikkben szereplő információk forrásmegjelöléseként.